# Elżbieta Adamiak (album)
Elżbieta Adamiak – pierwsza długogrająca (LP) płyta Elżbiety Adamiak, która skomponowała muzykę do wszystkich nagranych tam utworów. Płyta wydana w 1980 r. przez Polskie Nagrania „Muza” (SX 1992). W marcu 2008 r. 4ever Music wydało dopracowaną edycyjnie reedycję dwóch płyt: właśnie Elżbiety Adamiak z 1980 r. i Do Wenecji stąd dalej co dzień z 1986 r. Projekt graficzny okładki tej reedycji – Michał Poniedzielski.

## Lista utworów
Strona A
| 1. | "Opisywanie mieszkania" (sł. Jan Zych)                  | 2:46  |
|    |                                                         |       |
| 2. | "Pozwól mi pozbierać łzy" (sł. Jacek Cygan)             | 3:35  |
|    |                                                         |       |
| 3. | "Rozmowa przy ściemnionych światłach" (sł. Jacek Cygan) | 3:37  |
|    |                                                         |       |
| 4. | "Szara piosenka" (sł. Józef Baran)                      | 2:59  |
|    |                                                         |       |
| 5. | "Jesienna zaduma" (sł. Jerzy Harasymowicz)              | 3:16  |
|    |                                                         |       |
| 6. | "Kamień" (sł. Andrzej Poniedzielski)                    | 3:00  |
|    |                                                         |       |
|    |                                                         | 19:13 |
|    |                                                         |       |
Strona B
| 1. | "Sytuacja w drzwiach" (sł. Andrzej Poniedzielski)              | 2:27  |
|    |                                                                |       |
| 2. | "No i cóż, chyba wiosna" (sł. Andrzej Poniedzielski)           | 4:14  |
|    |                                                                |       |
| 3. | "Czas twojego życia" (sł. Waldemar Chyliński)                  | 2:28  |
|    |                                                                |       |
| 4. | "Poruszam się na pograniczu kiczu" (sł. Andrzej Poniedzielski) | 3:10  |
|    |                                                                |       |
| 5. | "Sobie razem" (sł. Andrzej Poniedzielski)                      | 2:50  |
|    |                                                                |       |
| 6. | "Przybywa czasu w nas..." (sł. Jacek Cygan)                    | 5:03  |
|    |                                                                |       |
|    |                                                                | 20:12 |
|    |                                                                |       |

## Twórcy
- Elżbieta Adamiak – śpiew

- Zespół instrumentalny pod kier. Janusza Strobla:
  - Włodzimierz Nahorny – fortepian
  - Henryk Miśkiewicz – saksofon altowy, saksofon sopranowy
  - Janusz Strobel – gitara
  - Jacek Skubikowski – gitara
  - Paweł Jarzębski – kontrabas
  - Janusz Stefański – perkusja